# Aglomeracja bielska

Bielsko-Biała i powiat bielski = aglomeracja bielska według koncepcji Roberta Krzysztofika

Aglomeracja bielska – aglomeracja monocentryczna w południowej Polsce, której głównym ośrodkiem jest miasto Bielsko-Biała.
Według koncepcji Roberta Krzysztofika aglomerację bielską tworzy Bielsko-Biała oraz cały otaczający je powiat bielski, przy czym gmina miejsko-wiejska Czechowice-Dziedzice należy do strefy wewnętrznej aglomeracji, a pozostałe gminy powiatu (Bestwina, Buczkowice, Jasienica, Jaworze, Kozy, Porąbka, Szczyrk, Wilamowice, Wilkowice) do strefy zewnętrznej. W takim ujęciu jest to obszar o powierzchni 583 km² zamieszkiwany przez około 335 tysięcy osób.
Zgodnie z alternatywną delimitacją przeprowadzoną w 2012 przez Regionalne Centrum Analiz Strategicznych przy Urzędzie Marszałkowskim Województwa Śląskiego aglomerację tworzy Bielsko-Biała oraz gmina miejsko-wiejska Czechowice-Dziedzice (łącznie 214 tysięcy mieszkańców), a do jej obszaru funkcjonalnego należą również gminy Bestwina, Buczkowice, Jasienica, Jaworze, Kozy, Łodygowice, Wilamowice i Wilkowice (łącznie 114 tysięcy mieszkańców). 
Terminem pokrewnym jest aglomeracja beskidzka – pojęcie propagowane od momentu powołania z dniem 28 października 2019 Stowarzyszenia Gmin i Powiatów Subregionu Południowego Województwa Śląskiego „Aglomeracja Beskidzka” z siedzibą w Bielsku-Białej. Przystąpiło do niego 41 jednostek terytorialnych: miasto Bielsko-Biała, powiat bielski, powiat cieszyński, powiat żywiecki oraz wszystkie gminy wchodzące w skład tychże powiatów. 